# مارتين هار
مارتين هار (بالهولندية: Martin Haar)‏ (2 مايو 1952 بزفوله في هولندا - ) هو مدرب كرة قدم ولاعب كرة قدم هولندي في مركز الوسط. لعب مع إي زد ألكمار ودي غرافشاب وسبارتا روتردام وغو أهد إيغلز ونادي هارلم ونادي فاخينغين ‏.

## وصلات خارجية
- مارتين هار على موقع قاعدة بيانات كرة القدم.إي يو (الإنجليزية)
- مارتين هار على موقع عالم كرة القدم.نت (الإنجليزية)